# نوگیدر
نوگیدر روستایی است در دهستان القورات از توابع بخش مرکزی شهرستان بیرجند، واقع در استان خراسان جنوبی که بر پایه سرشماری عمومی نفوس و مسکن در سال ۱۳۹۵ جمعیت این روستا ۸۹ نفر (در ۴۳ خانوار) بوده‌است.